# Мендеш Кабесадаш, Жозе
Жозе́ Ме́ндеш Кабесада́ш Жу́ниор (порт.  José Mendes Cabeçadas Júnior; 19 августа 1883, Лоле, Португалия — 11 июня 1965, Лиссабон, Португалия) — португальский политический и военный деятель, один из лидеров революции 1910 года, Президент и премьер-министр Португальской республики в 1926 году, один из лидеров оппозиции режиму Антониу Салазара в 1940—1960-х годах.

## Биография
Жозе Мендеш Кабесадаш Жуниор родился 19 августа 1883 года в Лоле, провинция Алгарве (ныне округ Фару, городская агломерация Большое Алгарви) Королевства Португалии в семье Жозе Мендеша Кабесадаша и Марии да Граса Геррейру. Начальное образование получил в Лоле, два года учился в лицее Фару, затем продолжил обучение в лицее в Эворе.

### Карьера морского офицера
После обучения с 1901 года в Политехнической школе Лиссабона 10 декабря 1902 года Мендеш Кабесадаш поступил во 2-й кавалерийский полк королевских улан, а в октябре следующего, 1903 года, поступил в Морскую школу. В том же году — аспирант военного флота, 15 апреля 1908 года был произведён в гардемарины. Служил на базе ВМС в Алфейте. 28 апреля того же года Мендеш Кабесадаш направлен на службу в колонии и повышен в звании после первой комиссии в Африку, где он служил в морском отделе Индийского океана (Мозамбик) с мая 1908 года по декабрь 1909 года. По возвращении в Лиссабон в январе 1910 года он был произведён в младшие лейтенанты (сентябрь).

### Герой революции
Будучи противником монархии, Мендеш Кабесадаш примкнул к республиканскому движению и принял активное участие в революционных событиях 1910 года. Он вошёл в состав подпольного революционного комитета военно-морского флота. 5 октября 1910 года Мендеш Кабесадаш поддержал вооружённое выступление в Лиссабоне, поднятое республиканцами во главе с Антониу Машаду Сантушем. Мендеш Кабесадаш возглавил на рассвете восстание на крейсере «Адамаштур» (порт.  Adamastor , «Борей»), стоявшем в столичной гавани, поднял на нём флаг республики, после чего с крейсера был открыт артиллерийский огонь по королевскому дворцу. Восстание на «Адамаштуре» поддержали и моряки крейсера «Сан-Рафаэл», также открывшие огонь по дворцу. Вскоре король Мануэл II бежал, а верные ему воинские части капитулировали.
18 ноября 1910 года был произведён в капитан-лейтенанты. В апреле 1911 года он примкнул к движению масонов. Как представитель Военно-морских сил и одна из виднейших фигур Революции Мендеш Кабесадаш был избран от избирательного округа Силвеш депутатом Учредительного собрания, открывшегося 19 июня 1911 года и принявшего 21 августа 1911 года новую республиканскую Конституцию. В 1911—1912 годах он представлял округ Силвеш в Палате депутатов, где примыкал к Республиканскому союзу/Юнионистской партии Мануэла де Бриту Камашу.

### В оппозиции
В декабре 1913 года вернулся на морскую службу на борту военного корабля «Сан-Габриэл» (порт. São Gabriel), а в январе 1914 — декабре 1917 года занимал пост начальника порта Вилла-Реаль ди Санту Антониу. В 1917 году Мендеш Кабесадашу было присвоено звание капитан фрегата. В 1918—1919 годах он вновь занимал пост начальника порта Вилла-Реаль ди Санту Антониу. В 1919—1922 годах Мендеш Кабесадаш был начальником Южной школы морской подготовки (порт. Escola de Alunos Marinheiros do Sul).
Стал членом Партии юнионистов, либералов и националистов (октябрь 1919 года).

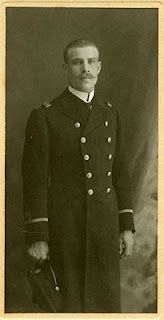
Капитан-лейтенант Мендеш Кабесадаш

Был депутатом парламента от округа Силвеш в 1911—1915 годах и от округа Алжуштрел в 1915—1917 годах и в 1921 году. С 18 февраля по 8 июля 1919 года и 20 ноября — 17 декабря 1923 года занимал пост гражданского губернатора дистрикта Фару. В 1923 году он был включён в состав жюри Суда ВМФ, а затем направлен на службу в Управление гидрографии, навигации и морской метеорологии.
Разочаровался в режиме, возникновению которого способствовал. 19 июля 1925 года на крейсере «Васко да Гама» под его руководством вспыхнуло восстание против доминирования Демократической партии в политической системе Португалии. Восставшие потребовали роспуска парламента и проведения новых свободных выборов. Восстание было подавлено, а сам Мендеш Кабесадаш принял на себя всю ответственность за мятеж. Он был арестован и отправлен в заключение в форт «Bom Sucesso» вместе с руководителями другого восстания — 18 апреля 1925 года, которое называли «репетицией 28 мая» — Синелем де Кордишем, Раулом Эштевешем и Филумену да Камара. До ноября Мендеш Кабесадаш содержался в заключении в ведении Главного командования Национальной гвардии, а затем при штаб-квартире в Алькантре. Однако 12 ноября 1925 года он был оправдан военным судом, а 14 ноября был приписан к Главному командованию флота. Ещё находясь под следствием, а августе 1925 года Мендеш Кабесадаш получил звание капитана 1 ранга (порт. capitão-de-mar-e-guerra). В марте 1926 года он примкнул к Либерально-республиканскому союзу Кунья Леаля, и 10 апреля вошёл в революционную жунту, готовившую свержение режима Демократической партии.

### Президентство
Когда на рассвете 28 мая 1926 года генерал Мануэл Гомеш да Кошта провозгласил начало антиправительственного движения в Браге, Кабесадаш возглавил руководство восстанием в Лиссабоне. Как лидер консервативно-республиканского подполья он фактически отнял власть у президента Бернардину Машаду Гимарайнша.
30 мая 1926 года президент Машаду Гимарайнш отправил в отставку правительство Антониу Мария да Силва и назначил Мендеша Кабесадаша временным Председателем Совета министров Португалии и министром флота (до 3 июня). В тот же день он занимал пост министра финансов, 30 мая — 1 июня был временным министром иностранных дел, 1 июня вновь занимал пост министра финансов. Временно был министром юстиции с 28 мая по 1 июня, постоянным министром юстиции с 1 по 3 июня, министром народного образования и изящных искусств с 30 мая по 1 июня, министром сельского хозяйства с 30 мая по 1 июня, министром внутренней администрации с 30 мая по 17 июня.

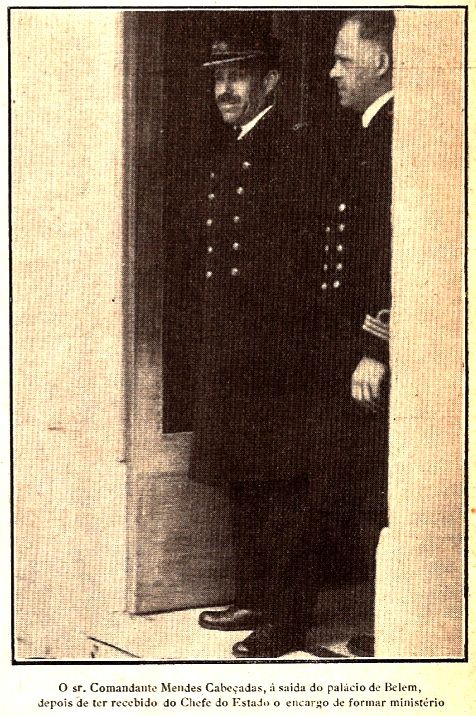
Мендеш Кабесадаш у президентского дворца Белем в день формирования правительства.

#### Первое правительство Жозе Мендеша Кабесадаша (30 мая — 3 июня 1926 года)
- Председатель правительства — Жозе Мендеш Кабесадаш (с 28 мая);
- Министр иностранных дел — Арманду Умберту да Гама Очоа (с 30 мая);
- Министр внутренних дел — Жозе Мендеш Кабесадаш (с 1 июня);
- Министр юстиции — Жозе Мендеш Кабесадаш (с 1 июня);
- Военный министр — Мануэл де Оливейра Гомеш да Кошта (с 1 июня);
- Министр финансов — Жозе Мендеш Кабесадаш (с 30 мая);
- Министр торговли и коммуникаций — Жозе Мендеш Кабесадаш (с 30 мая);
- Министр колоний — Мануэл де Оливейра Гомеш да Кошта (с 30 мая);
- Министр сельского хозяйства — Жозе Мендеш Кабесадаш (с 30 мая по 1 июня);
- Министр сельского хозяйства — Мануэл де Оливейра Гомеш да Кошта (с 1 по3 июня);
- Министр морского флота — Жозе Мендеш Кабесадаш (с 30 мая);
- Министр народного образования — Арманду Умберту да Гама Очоа (с 30 мая);

.
Днём 31 мая президент Машаду Гимарайнш официально ушёл в отставку, передав свой пост Жозе Мендешу Кабесадашу. Однако в тот же день генерал Гомеш да Кошта приказал верным ему войскам идти на Лиссабон, а генерал Антониу Ошкар де Кармона двинул на столицу из Эворы 4-ю дивизию. Однако новому президенту остались верны силы сухопутных войск и флота в Лиссабоне и на юге страны, его поддержали республиканские партии и группировки, а также профсоюзы. Генералу Кармоне удалось только блокировать столицу своими войсками.
1 июня в Коимбре прошла первая встреча разных фракций движения, свергшего режим Демократической партии. Там был сформирован правящий триумвират в составе капитана Жозе Мендеша Кабесадаша, генерала Гомеша да Кошты и капитана Арманду Гамы Очоа. Однако Гомеш стал настаивать на замене Очоа Кармоной. 3 июня произошла вторая встреча («Конференция в Сакавене») под Лиссабоном и был сформировал второй триумвират: Мендеш Кабесадаш, Гомеш да Кошта и Ошкар Кармона.

#### Второе правительство Жозе Мендеша Кабесадаша (3 июня — 7 июня 1926 года)
- Председатель правительства — Жозе Мендеш Кабесадаш;
- Министр иностранных дел — Антониу Ошкар де Фрагозу Кармона;
- Министр внутренних дел — Жозе Мендеш Кабесадаш;
- Министр финансов — Антониу ди Оливейра Салазар;
- Министр юстиции — Мануэл Родригеш Жуниор;
- Военный министр — Мануэл де Оливейра Гомеш да Кошта;
- Министр колоний — Мануэл де Оливейра Гомеш да Кошта;
- Министр морского флота — Жайме Афрейксу;
- Министр народного образования — Жоаким Мендеш душ Ремейдиуш;
- Министр торговли и коммуникаций — Иезекил де Кампуш;
- Министр сельского хозяйства — Иезекил де Кампуш[6].

Тем временем президент Мендеш Кабесадаш испытывал трудности в формировании многопартийного правительства, так как партии не могли договориться о распределении министерских портфелей. Включение в кабинет левого республиканца Иезекила де Кампуша дало повод для новых атак на президента, которого к тому же обвиняли в чрезмерном потакании партиям. Мендеш Кабесадаш стремился сохранить конституционный режим Первой республики, лишь устранив из политической системы Демократическую партию, однако Гомеш да Кошта и Ошкар Кармона упрекали его в неэффективности. 5 июня Кампуш подал в отставку, после чего левые республиканцы отказали Мендешу Кабесадашу в поддержке.

#### Третье правительство Жозе Мендеша Кабесадаша (7 июня — 17 июня 1926 года)
- Председатель правительства — Жозе Мендеш Кабесадаш;
- Министр иностранных дел — Антониу Ошкар де Фрагозу Кармона;
- Министр внутренних дел — Жозе Мендеш Кабесадаш;
- Министр финансов — Антониу ди Оливейра Салазар;
- Министр юстиции — Мануэл Родригеш Жуниор;
- Военный министр — Мануэл де Оливейра Гомеш да Кошта;
- Министр колоний — Мануэл де Оливейра Гомеш да Кошта;
- Министр морского флота — Жайме Афрейшу (Jaime Afreixo);
- Министр народного образования — Жоаким Мендеш душ Ремедиуш;
- Министр торговли и коммуникаций — Адолфу Сезар де Пина (до 11 июня); — Абилиу Аугушту Валдеш де Пассуш-и-Соуза (с 11 июня);
- Министр сельского хозяйства — Фелишберту Алвеш Педрозу[7].

6 июня генерал Гомеш да Кошта во главе 15 тыс. сторонников триумфально вступил в Лиссабон. 14 июня он представил в Совет министров проект реформы конституции, но Мендеш отклонил предложение в целом, чем углубил разногласия. Гомеш да Кошта выступил против Мендеша Кабесадаша и добился его ухода. 17 июня на встрече в Сакавене было решено сместить Мендеша Кабесадаша c поста президента и главы правительства. 19 июня 1926 года был подписан декрет № 11 738 о его отставке. Новым президентом назначили генерала Гомеша да Кошту.

### Снова в оппозиции
После ухода с постов главы государства и правительства Мендеш Кабесадаш вернулся на флот и возглавил в качестве председателя Военный трибунал ВМС. В январе 1927 года он исполнял обязанности управляющего Банком Анголы, в 1928 году исполнял обязанности интенданта Арсенала ВМФ. В 1930 году Мендеш Кабесадаш был назначен председателем Административной комиссии по строительству арсенала ВМФ (порт. Comissão Administrativa das Obras de Construção do Arsenal) и получил звание контр-адмирала. В 1931 году он стал одним из основателей Союза республиканцев и социалистов (порт. Aliança Republicana e Socialista). 8 июля 1931 года он, Титу Аугушту Мендеш де Морайш и генерал Нортон де Матуш подали петицию о создании Союза президенту республики маршалу Ошкару Кармоне, однако новая партия была сразу же запрещёна властями. В июне 1931 — октябре 1932 года служил при Главном командовании ВМФ, в 1932 году возглавил автономный совет Нового арсенала С февраля 1932 года по июнь 1947 года, 17 лет служил в Дирекции гидрографии и навигации ВМС, был морским интендантом арсенала ВМФ в Алфейте, с 15 марта 1939 года был председателем Административной и рабочей комиссий базы. В апреле 1937 года получил звание вице-адмирала. 7 апреля 1937 года в главном зале мэрии Лоле была вывешена его официальная фотография. С 1946 по 1953 год он был членом Совета Военного ордена Башни и Меча.
Мендеш Кабесадаш активно выступал против режима Антониу ди Салазара и Нового государства. В 1944 году он вошёл в состав подпольного Революционного комитета Антифашистского движения национального единства (порт. Movimento de Unidade Nacional Anti-Fascista – MUNAF), в июне 1946 года возглавил Хунту национального освобождения, готовившую свержение режима, и предпринявшую неудачную попытке переворота 10 октября 1946 года, известную как «Revolta da Mealhada». В 1947 году Мендеш Кабесадаш был переведён на работу в Высший дисциплинарный совет флота (порт. Conselho Superior de Disciplina da Armada) в качестве его председателя и стал директором Службы надзора ВМФ.
Он возглавил заговор, раскрытый политической полицией ПИДЕ в апреле 1947 года. 10 апреля Мендеш Кабесадаш и генерал Жозе Гарсиа Маркеш Годинью были арестованы и привлечены к суду военного трибунала на т. н. «апрельском процессе». Однако приговор в отношении Мендеша Кабесадаша был крайне мягким — 14 июня Военный трибунал Лиссабона приговорил его к одному году тюремного заключения с отстранением от должности и лишением политических прав на три года. Уже в 1950 году он был амнистирован в части политических преступлений против режима.
В июне 1951 года Мендеш Кабесадаш вошёл в комиссию оппозиционного кандидата в президенты контр-адмирала Мануэла Кинтана Мейрелеша (Manuel Quintão Meireles) и стал одним из руководителей Гражданской национальной организации (порт.  Organização Civica Nacional). Он подписал множество антиправительственных манифестов, в 1951 и в 1953 годах был кандидатом от демократической оппозиции в депутаты Национальной ассамблеи, в 1955 году — председателем Республиканской директории (порт.  Directorio Causa Republicana), в 1956 году — председателем Национального фронта либералов и демократов (порт.   Frente Nacional Liberal e Democrata). В 1957 году Мендеш Кабесадаш основал Социал-демократическую директорию (порт.  Directorio Democrata-social), а в 1958 году стал членом национальной комиссии демократического кандидата в президенты генерала Умберту Делгаду. 31 января 1961 года Мендеш Кабесадаш стал одним из трех лидеров оппозиции, первыми подписавших Программу за демократизацию Республики (порт.  Programa para a Democratização da Repúblaca)
Жозе Мендеш Кабесадаш скончался 11 июня 1965 года в Лиссабоне и был похоронен на кладбище Празереш.

## Награды
Награды Португалии
| Страна     | Дата                  | Награда                                           | Награда                                                   | Литеры |
| ---------- | --------------------- | ------------------------------------------------- | --------------------------------------------------------- | ------ |
| Португалия | 31 мая — 19 июня 1926 | Кавалер Тройного ордена как Президент Португалии  | Кавалер Тройного ордена как Президент Португалии          |        |
| Португалия | 31 мая — 19 июня 1926 | Гроссмейстер                                      | Военного Ордена Башни и Меча, Доблести, Верности и Заслуг |        |
| Португалия | 29 мая 1926 —         | Офицер                                            | Военного Ордена Башни и Меча, Доблести, Верности и Заслуг | OTE    |
| Португалия | 31 мая — 19 июня 1926 | Гроссмейстер ордена Христа                        | Гроссмейстер ордена Христа                                |        |
| Португалия | 31 мая — 19 июня 1926 | Гроссмейстер                                      | ордена Святого Беннета Ависского                          |        |
| Португалия | 11 марта 1919 —       | Командор                                          | ордена Святого Беннета Ависского                          | ComA   |
| Португалия | 31 мая — 19 июня 1926 | Гроссмейстер Военного ордена Святого Якова и Меча | Гроссмейстер Военного ордена Святого Якова и Меча         |        |
| Португалия | —                     | Серебряная медаль «За образцовое поведение»       | Серебряная медаль «За образцовое поведение»               | MPCE   |

## Частная жизнь
23 марта 1913 года в Санта-Изабел (Лиссабон) женился на Марии даш Дореш Формозинью Виейра Кабесадаш (порт.  Maria das Dores Formosinho Vieira Cabeçadas (6 января 1880 года, Силвеш — 22 декабря 1949 года, Лиссабон). У них было четыре дочери:
- Мария Виейра Кабесадаш (порт. Maria Vieira Cabeçadas, февраль 1912);
- Мария Дореш Виейра Кабесадаш (порт.  Maria Dolores Vieira Cabeçadas, 1913);
- Мария да Граса Виейра Кабесадаш (порт. Maria da Graça Vieira Cabeçadas, 1915);
- Ракел Виейра Кабесадаш (порт. Raquel Vieira Cabeçadas, 1917)[3].

## Память
Имя Мендеша Кабесадаша увековечено в топонимике Амадоры и Баррейру. С января 2011 года он считается патроном Кадетского корпуса Военно-морской школы.